# 第72回国民体育大会サッカー競技
第72回国民体育大会サッカー競技（だい72かいこくみんたいいくたいかいサッカーきょうぎ）は、2017年10月1日から10月5日に愛媛県で開催された第72回国民体育大会（愛顔つなぐえひめ国体）のサッカー競技である。

## 概要

### レギュレーション
出典：。
- 各チームの選手編成に当たっては以下の要件を満たすこと。なお、出場都道府県については「ふるさと選手制度」を適用できる。
  - 成年男子：2000年12月31日以前に生まれた者15名。ただし、高校2・3年生の登録人数は5名以内。
  - 女子：2003年4月1日以前に生まれた者（中学3年生を含む）15名。
  - 少年男子：2000年1月1日から2003年4月1日までの間に生まれた者（中学3年生を含む）16名。

以下は成年男子・女子・少年男子共通
- 監督は日本サッカー協会指導者ライセンスのうち公認S級・公認A級・公認B級のいずれかを保有すること。なお、成年男子及び女子の監督は、選手を兼ねることができる。
- 試合は70分（35分ハーフ）で、選手交代は5人まで可能。
- 前後半終了後同点の場合は20分間（10分ハーフ）の延長戦を行い、なお決しないときはPK戦を行う。なお、決勝及び3位決定戦は延長戦終了時点で同点の場合、両チームを優勝あるいは3位とする。
- 警告の累積2回で次戦出場停止。

### 会場
- 北条スポーツセンター陸上競技場
- 北条スポーツセンター球技場
- 丸山公園陸上競技場
- あけぼのグラウンド
- 西条市ひうち陸上競技場
- 新居浜市営サッカー場

## 成年男子

### 1回戦
| 01 2017年10月1日                  | 神奈川県 | 0 - 0 (延長) (4 - 2 PK戦)         | 三重県 | 北条スポーツセンター球技場（人工芝） |  |
| 12:05                             |          | 公式記録 (PDF)                    |        | 観客数: 140人 主審: 田代雄大         |  |
|                                   |          | PK戦                              |        |                                      |  |
| 高原伸介 内田大貴 大山徹 佐野弘樹 |          | 藤牧祥吾 溝田光 野口遼太 水野匠弥 |        |                                      |  |

| 02 2017年10月1日                                                          | 香川県            | 1 - 1 (延長) (6 - 7 PK戦)                                             | 石川県        | 北条スポーツセンター球技場（人工芝） |  |
| 9:30                                                                      | 岡田倫太朗 80+1分 | 公式記録 (PDF)                                                        | 斉藤和也 73分 | 観客数: 98人 主審: 角田裕之          |  |
|                                                                           |                   | PK戦                                                                  |               |                                      |  |
| 岡田倫太朗 黒田慎一郎 松島圭汰 大濱滉平 三原圭太 中川裕介 福島崇斗 山内旭 |                   | 沖田良真 杉山幸平 新田篤 栗田一兵 橋爪健斗 阿羅功也 舟橋侑輝 大谷内蒼 |               |                                      |  |

| 03 2017年10月1日 | 奈良県                        | 2 - 0          | 長野県 | 北条スポーツセンター球技場（人工芝） |  |
| 16:35            | 小笠祐史 26分 · 野本泰崇 39分 | 公式記録 (PDF) |        | 観客数: 50人 主審: 橋本真光          |  |

| 04 2017年10月1日 | 北海道 | 0 - 3          | 青森県                                          | 北条スポーツセンター球技場（人工芝） |  |
| 14:35            |        | 公式記録 (PDF) | 奥山泰裕 34分 · 浜田幸織 62分 · 望月湧斗 70+1分 | 観客数: 97人 主審: 宇治原拓也        |  |

| 05 2017年10月1日 | 茨城県      | 1 - 2          | 鹿児島県                          | 北条スポーツセンター陸上競技場 |  |
| 11:30            | 関直也 62分 | 公式記録 (PDF) | 山田裕也 50分 · 角野光志朗 70+2分 | 観客数: 219人 主審: 若松亮     |  |

| 06 2017年10月1日 | 愛媛県      | 1 - 0          | 京都府 | 北条スポーツセンター陸上競技場 |  |
| 9:30             | 上村岬 29分 | 公式記録 (PDF) |        | 観客数: 956人 主審: 緒方孝浩   |  |

| 07 2017年10月1日                                                        | 岡山県        | 1 - 1 (延長) (6 - 7 PK戦)                                                 | 群馬県        | 北条スポーツセンター陸上競技場 |  |
| 15:30                                                                   | 赤木直人 76分 | 公式記録 (PDF)                                                            | 佐藤遵樹 90分 | 観客数: 256人 主審: 大橋侑祐   |  |
|                                                                         |               | PK戦                                                                      |               |                                |  |
| 山下聡也 宮澤龍二 五百川慎也 白神叡 西林直輝 柴本慎也 鈴木隆之 安田拓馬 |               | 中村俊貴 深山翔平 市川恵多 藤原雅斗 早坂龍之介 小口大貴 佐藤遵樹 志村駿太 |               |                                |  |

| 08 2017年10月1日 | 宮崎県          | 1 - 0          | 高知県 | 北条スポーツセンター陸上競技場 |  |
| 13:30            | 米田兼一郎 18分 | 公式記録 (PDF) |        | 観客数: 268人 主審: 横山卓哉   |  |

### 準々決勝
| 09 2017年10月2日 | 神奈川県 | 0 - 3          | 石川県                             | 北条スポーツセンター球技場（人工芝） |  |
| 10:00            |          | 公式記録 (PDF) | 杉山幸平 5分 · 橋爪健斗 41分, 51分 | 観客数: 44人 主審: 津野洋平          |  |

| 10 2017年10月2日 | 奈良県 | 0 - 1          | 青森県        | 北条スポーツセンター球技場（人工芝） |  |
| 12:30            |        | 公式記録 (PDF) | 横野純貴 16分 | 観客数: 23人 主審: 中井敏博          |  |

| 11 2017年10月2日                           | 鹿児島県                                        | 3 - 3 (延長) (4 - 5 PK戦)                    | 愛媛県                                        | 北条スポーツセンター陸上競技場 |  |
| 10:00                                      | 山田裕也 28分 · 角野光志朗 67分 · 福森勇太 69分 | 公式記録 (PDF)                               | 桑島良汰 12分 · 斉藤誠治 18分 · 水谷拓磨 42分 | 観客数: 437人 主審: 石丸秀平   |  |
|                                            |                                                 | PK戦                                         |                                               |                                |  |
| 向高怜 小畑亮 奥村泰地 樋口雄太 角野光志朗 |                                                 | 玉城峻吾 中野圭 小野田将人 長島滉大 水谷拓磨 |                                               |                                |  |

| 12 2017年10月2日 | 群馬県          | 1 - 0          | 宮崎県 | 北条スポーツセンター陸上競技場 |  |
| 12:50            | 早坂龍之介 46分 | 公式記録 (PDF) |        | 観客数: 46人 主審: 藤田優      |  |

### 準決勝
| 13 2017年10月3日 | 石川県 | 0 - 3          | 青森県                                     | 北条スポーツセンター陸上競技場 |  |
| 12:30            |        | 公式記録 (PDF) | 浜田幸織 15分 (PK) · 小栗和也 43分, 70+3分 | 観客数: 386人 主審: 石丸秀平   |  |

| 14 2017年10月3日 | 愛媛県                                | 3 - 0          | 群馬県 | 北条スポーツセンター陸上競技場 |  |
| 10:00            | 桑島良汰 20分, 69分 · 佐保昂兵衛 40分 | 公式記録 (PDF) |        | 観客数: 621人 主審: 宇治原拓也 |  |

### 3位決定戦
| 15 2017年10月4日 | 石川県 | 0 - 0 (延長)   | 群馬県 | 北条スポーツセンター陸上競技場 |  |
| 10:00            |        | 公式記録 (PDF) |        | 観客数: 472人 主審: 藤田優     |  |

### 決勝
| #16 | 2017年10月4日 12:50 |

| 青森県        | 1 - 0          | 愛媛県 |
| 横野純貴 40分 | 公式記録 (PDF) |        |

| 北条スポーツセンター陸上競技場 観客数: 1,564人 主審: 中井敏博 |

## 女子

### 1回戦
| 01 2017年10月2日 | 新潟県 | 0 - 2          | 千葉県                         | あけぼのグラウンド           |  |
| 9:30             |        | 公式記録 (PDF) | 今村瑞月 3分 · 小林菜々子 29分 | 観客数: 525人 主審: 桐原純子 |  |

| 02 2017年10月2日 | 岡山県        | 1 - 0          | 福岡県 | あけぼのグラウンド         |  |
| 11:30            | 浅野未希 11分 | 公式記録 (PDF) |        | 観客数: 421人 主審: 横田碧 |  |

| 03 2017年10月2日 | 大阪府        | 1 - 3          | 静岡県                              | あけぼのグラウンド             |  |
| 13:30            | 水野蕗奈 59分 | 公式記録 (PDF) | 今田紗良 20分, 70+1分 · 遠藤純 48分 | 観客数: 421人 主審: 米村真由美 |  |

| 04 2017年10月2日 | 福井県 | 0 - 1          | 神奈川県    | あけぼのグラウンド           |  |
| 15:30            |        | 公式記録 (PDF) | 田中萌 42分 | 観客数: 694人 主審: 松下朝香 |  |

| 05 2017年10月2日 | 北海道        | 1 - 3          | 群馬県                              | 丸山公園陸上競技場             |  |
| 15:30            | 大家梨緒 68分 | 公式記録 (PDF) | 塩谷瑠南 16分, 31分 · 大内梨央 25分 | 観客数: 181人 主審: 松尾久美子 |  |

| 06 2017年10月2日 | 徳島県    | 1 - 3          | 鹿児島県                                        | 丸山公園陸上競技場             |  |
| 13:30            | 58分 (OG) | 公式記録 (PDF) | 増田玲那 21分 · 桜井みゆき 38分 · 木川胡桃 51分 | 観客数: 296人 主審: 井脇真理子 |  |

| 07 2017年10月2日 | 京都府                                      | 3 - 0          | 香川県 | 丸山公園陸上競技場             |  |
| 11:30            | 渋谷由美子 48分 · 52分 (OG) · 長井咲季 68分 | 公式記録 (PDF) |        | 観客数: 325人 主審: 仲地あすか |  |

| 08 2017年10月2日 | 宮城県                                          | 3-4            | 愛媛県                                              | 丸山公園陸上競技場           |  |
| 9:30             | 行田瑠衣 14分 · 船木里奈 61分 · 武田菜々子 67分 | 公式記録 (PDF) | 阿久根真奈 21分, 52分 · 大矢歩 23分 · 上野真実 28分 | 観客数: 604人 主審: 近藤恭子 |  |

### 準々決勝
| 09 2017年10月3日                                                                   | 千葉県 | 0 - 0 (延長) (8 - 7 PK戦)                                                          | 岡山県 | あけぼのグラウンド             |  |
| 10:00                                                                              |        | 公式記録 (PDF)                                                                     |        | 観客数: 381人 主審: 仲地あすか |  |
|                                                                                    |        | PK戦                                                                               |        |                                |  |
| 小林菜々子 市瀬千里 成岡真鈴 曽根七海 栗原妃奈子 鶴見綾香 大熊環 今村瑞月 松﨑愛華 |        | 濱本まりん 萩原愛海 齊藤夏美 北野梨絵 島村公美子 林萌々 守屋栞奈 巴月優希 杉山貴子 |        |                                |  |

| 10 2017年10月3日 | 静岡県        | 1 - 0          | 神奈川県 | あけぼのグラウンド           |  |
| 12:50            | 今田紗良 63分 | 公式記録 (PDF) |          | 観客数: 434人 主審: 近藤恭子 |  |

| 11 2017年10月3日                                                      | 群馬県        | 1 - 1 (延長) (6 - 7 PK戦)                                               | 鹿児島県      | 丸山公園陸上競技場         |  |
| 12:30                                                                 | 塩谷瑠南 35分 | 公式記録 (PDF)                                                          | 園田悠奈 53分 | 観客数: 242人 主審: 横田碧 |  |
|                                                                       |               | PK戦                                                                    |               |                            |  |
| 松井彩乃 髙山紗希 大島彩香 向井彩香 井口遥菜 常田菜那 楠春佳 垣内愛菜 |               | 園田悠奈 前野乃愛 小川愛 田中美和 武田菜津美 中原藍 池田千織 菊池まりあ |               |                            |  |

| 12 2017年10月3日 | 京都府 | 0 - 2          | 愛知県                           | 丸山公園陸上競技場             |  |
| 10:00            |        | 公式記録 (PDF) | 大矢歩 16分 · 上野真実 53分 (PK) | 観客数: 708人 主審: 米村真由美 |  |

### 準決勝
| 13 2017年10月4日 | 千葉県       | 1 - 0          | 静岡県 | 丸山公園陸上競技場             |  |
| 12:30            | 林香奈絵 8分 | 公式記録 (PDF) |        | 観客数: 305人 主審: 井脇真理子 |  |

| 14 2017年10月4日 | 鹿児島県 | 0 - 2          | 愛媛県                        | 丸山公園陸上競技場           |  |
| 10:00            |          | 公式記録 (PDF) | 阿久根真奈 36分 · 西村望 45分 | 観客数: 821人 主審: 桐原純子 |  |

### 3位決定戦
| 15 2017年10月5日 | 静岡県                                        | 3 - 0          | 鹿児島県 | あけぼのグラウンド           |  |
| 11:00            | 千葉玲海菜 38分 · 遠藤純 49分 · 並木千夏 52分 | 公式記録 (PDF) |          | 観客数: 701人 主審: 松下朝香 |  |

### 決勝
| #16 | 2017年10月5日 12:01 |

| 千葉県        | 1 - 0 (延長)   | 愛媛県 |
| 今村瑞月 77分 | 公式記録 (PDF) |        |

| 丸山公園陸上競技場 観客数: 1,708人 主審: 松尾久美子 |

## 少年男子

### 1回戦
| 01 2017年10月1日 | 千葉県 | 7 - 1          | 大分県        | 西条市ひうち陸上競技場       |  |
| 10:00            | 町田雄亮 18分 · 23分 (OG) · 鷹啄トラビス 32分 · 鵜木郁哉 47分 · 井上怜 56分 · 西堂久俊 62分 · 森英希 66分 (PK) | 公式記録 (PDF) | 矢野太一 53分 | 観客数: 850人 主審: 国吉真樹 |  |

| 02 2017年10月1日 | 群馬県                       | 2 - 1          | 北海道          | 西条市ひうち陸上競技場       |  |
| 12:00            | 中島怜意 9分 · 若月大和 68分 | 公式記録 (PDF) | 小笠原大将 15分 | 観客数: 900人 主審: 小出貴彦 |  |

| 03 2017年10月1日 | 徳島県 | 0 - 3          | 青森県                                        | 西条市ひうち陸上競技場       |  |
| 14:00            |        | 公式記録 (PDF) | 那俄牲海 40分 · 田中翔太 43分 · 後藤健太 63分 | 観客数: 980人 主審: 酒井達矢 |  |

| 04 2017年10月1日 | 福島県                        | 2 - 3          | 山口県                                       | 新居浜市営サッカー場第1グラウンド |  |
| 10:00            | 小池陸斗 35分 · 小松﨑宙 50分 | 公式記録 (PDF) | 山本廉哉 9分 · 末次章悟 48分 · 今田蒼葉 53分 | 観客数: 192人 主審: 佐藤裕一      |  |

| 05 2017年10月1日 | 福岡県 | 0 - 1          | 静岡県        | 新居浜市営サッカー場第1グラウンド |  |
| 12:30            |        | 公式記録 (PDF) | 植中朝日 66分 | 観客数: 564人 主審: 伊勢裕介      |  |

| 06 2017年10月1日 | 京都府                                                            | 5 - 3          | 熊本県                           | 新居浜市営サッカー場第2グラウンド |  |
| 10:00            | 井上航希 25分 · 小宮健 29分 · 佐藤陽太 43分, 60分 · 山田楓喜 62分 | 公式記録 (PDF) | 樋口叶 5分, 39分 · 時森康輝 70分 | 観客数: 385人 主審: 藤田稔人      |  |

| 07 2017年10月1日 | 宮城県                             | 2 - 3 (延長)   | 茨城県                                  | 新居浜市営サッカー場第2グラウンド |  |
| 12:00            | 青木想真 35分 · 工藤真人 50分 (PK) | 公式記録 (PDF) | 杉山眞仁 62分, 80分 · 生井澤呼範 70+2分 | 観客数: 194人 主審: 鹿島裕史      |  |

| 08 2017年10月1日 | 兵庫県                                              | 4 - 0          | 石川県 | 新居浜市営サッカー場第2グラウンド |  |
| 14:40            | 望月想空 50分 · 臼井勇気 53分 · 木村勇大 56分, 66分 | 公式記録 (PDF) |        | 観客数: 388人 主審: 原尾英祐      |  |

### 2回戦
| 09 2017年10月2日 | 広島県                              | 3 - 2 (延長)   | 宮崎県                      | 西条市ひうち陸上競技場       |  |
| 10:01            | 大堀亮之介 54分, 56分 · 鮎川峻 84分 | 公式記録 (PDF) | 後藤翔 11分 · 山本琉太 33分 | 観客数: 伊勢裕介 主審: 880人 |  |

| 10 2017年10月2日 | 千葉県 | 0 - 2          | 群馬県             | 西条市ひうち陸上競技場       |  |
| 12:30            |        | 公式記録 (PDF) | 須田晃輝 9分, 13分 | 観客数: 850人 主審: 松本康之 |  |

| 11 2017年10月2日 | 青森県                                                                                  | 6 - 2          | 山口県                          | 西条市ひうち陸上競技場       |  |
| 14:30            | 坂田恭彬 26分 · 武田英寿 28分, 35分 · 田中翔太 40分 · 藤原優大 57分 · 浦川流輝亜 70+3分 | 公式記録 (PDF) | 山田春輝 65分 · 中本一志 70+2分 | 観客数: 550人 主審: 山口大輔 |  |

| 12 2017年10月2日 | 愛媛県                      | 2 - 1          | 岐阜県        | 新居浜市営サッカー場第1グラウンド |  |
| 10:00            | 岡本航汰 56分 · 塩﨑彰 67分 | 公式記録 (PDF) | 横井内壮 38分 | 観客数: 995人 主審: 小出貴彦      |  |

| 13 2017年10月2日 | 神奈川県                                                                | 5 - 1          | 岡山県          | 新居浜市営サッカー場第1グラウンド |  |
| 12:00            | 小林夏生 11分 · 柴田徹 13分 · 宮城天 41分 · 石井宏育 50分 · 西川潤 61分 | 公式記録 (PDF) | 森井麻央 70+2分 | 観客数: 181人 主審: 鹿島裕史      |  |

| 14 2017年10月2日 | 静岡県                           | 3 - 1          | 京都府        | 新居浜市営サッカー場第1グラウンド |  |
| 14:00            | 青島太一 7分, 54分 · 林航輝 33分 | 公式記録 (PDF) | 梅村脩斗 61分 | 観客数: 302人 主審: 大田智寛      |  |

| 15 2017年10月2日                                                                 | 茨城県 | 0 - 0 (延長) (8 - 7 PK戦)                                                      | 兵庫県 | 新居浜市営サッカー場第2グラウンド |  |
| 10:00                                                                            |        | 公式記録 (PDF)                                                                 |        | 観客数: 556人 主審: 池田一洋      |  |
|                                                                                  |        | PK戦                                                                           |        |                                   |  |
| 生井澤呼範 熊田柊人 八木優真 杉山眞仁 石川原憂汰 玉木麗音 石井翔太 竹内海斗 圷匠 |        | 岩崎英次 望月想空 木村勇大 東田正樹 杉浦篤生 網谷周世 臼井勇気 中島陸 才木陽太 |        |                                   |  |

| 16 2017年10月2日 | 新潟県 | 0 - 1          | 大阪府        | 新居浜市営サッカー場第2グラウンド |  |
| 12:50            |        | 公式記録 (PDF) | 西村真祈 31分 | 観客数: 212人 主審: 佐藤裕一      |  |

### 準々決勝
| 17 2017年10月3日 | 広島県                                            | 4 - 1          | 群馬県        | 西条市ひうち陸上競技場         |  |
| 10:00            | 棚田颯 40分 · 鮎川峻 46分, 57分 · 岡本拓海 70+4分 | 公式記録 (PDF) | 冨山悠斗 27分 | 観客数: 1,080人 主審: 池田一洋 |  |

| 18 2017年10月3日 | 青森県          | 1 - 0 (延長)   | 愛媛県 | 新居浜市営サッカー場第2グラウンド |  |
| 10:00            | 坂田恭彬 90+1分 | 公式記録 (PDF) |        | 観客数: 901人 主審: 国吉真樹      |  |

| 19 2017年10月3日 | 神奈川県                    | 2 - 0          | 静岡県 | 西条市ひうち陸上競技場         |  |
| 12:30            | 石井宏育 12分 · 西川潤 64分 | 公式記録 (PDF) |        | 観客数: 1,130人 主審: 松本康之 |  |

| 20 2017年10月3日 | 茨城県 | 0 - 2          | 大阪府                     | 新居浜市営サッカー場第2グラウンド |  |
| 12:40            |        | 公式記録 (PDF) | 松本凪生 9分 · 塚元大 36分 | 観客数: 404人 主審: 原尾英祐      |  |

### 準決勝
| 21 2017年10月4日 | 広島県      | 1 - 0          | 青森県 | 新居浜市営サッカー場第1グラウンド |  |
| 10:00            | 鮎川峻 47分 | 公式記録 (PDF) |        | 観客数: 593人 主審: 鹿島裕史      |  |

| 22 2017年10月4日 | 神奈川県    | 1 - 0          | 大阪府 | 新居浜市営サッカー場第1グラウンド |  |
| 12:30            | 宮城天 35分 | 公式記録 (PDF) |        | 観客数: 368人 主審: 山口大輔      |  |

### 3位決定戦
| 23 2017年10月5日 | 青森県             | 1 - 3 (延長)   | 大阪府                                           | 西条市ひうち陸上競技場       |  |
| 10:00            | 武田英寿 67分 (PK) | 公式記録 (PDF) | 藤尾翔太 53分 · 72分 (OG) · 松本凪生 80+1分 (PK) | 観客数: 870人 主審: 酒井達矢 |  |

### 決勝
| #24 | 2017年10月5日 12:35 |

| 広島県 | 0 - 1 (延長)   | 神奈川県         |
|        | 公式記録 (PDF) | 宮城天 86分 (PK) |

| 西条市ひうち陸上競技場 観客数: 2,450人 主審: 国吉真樹 |